# Fuente el Olmo de Íscar
Fuente el Olmo de Íscar ist ein Ort und eine Gemeinde (municipio) mit 45 Einwohnern (Stand: 2024) in der zentralspanischen Provinz Segovia in der Autonomen Region Kastilien-León. 

## Lage und Klima
Fuente el Olmo de Íscar liegt in der kastilischen Meseta in ca. 775 m Höhe ungefähr 49 Kilometer (Fahrtstrecke) nordnordwestlich der Provinzhauptstadt Segovia. Das Klima ist gemäßigt bis warm; Regen (ca. 470 mm/Jahr) fällt mit Ausnahme der trockenen Sommermonate übers Jahr verteilt.

## Bevölkerungsentwicklung
| Jahr      | 1970 | 1981 | 1991 | 2001 | 2011 | 2021 |
| Einwohner | 180  | 150  | 121  | 89   | 83   | 48   |

## Sehenswürdigkeiten

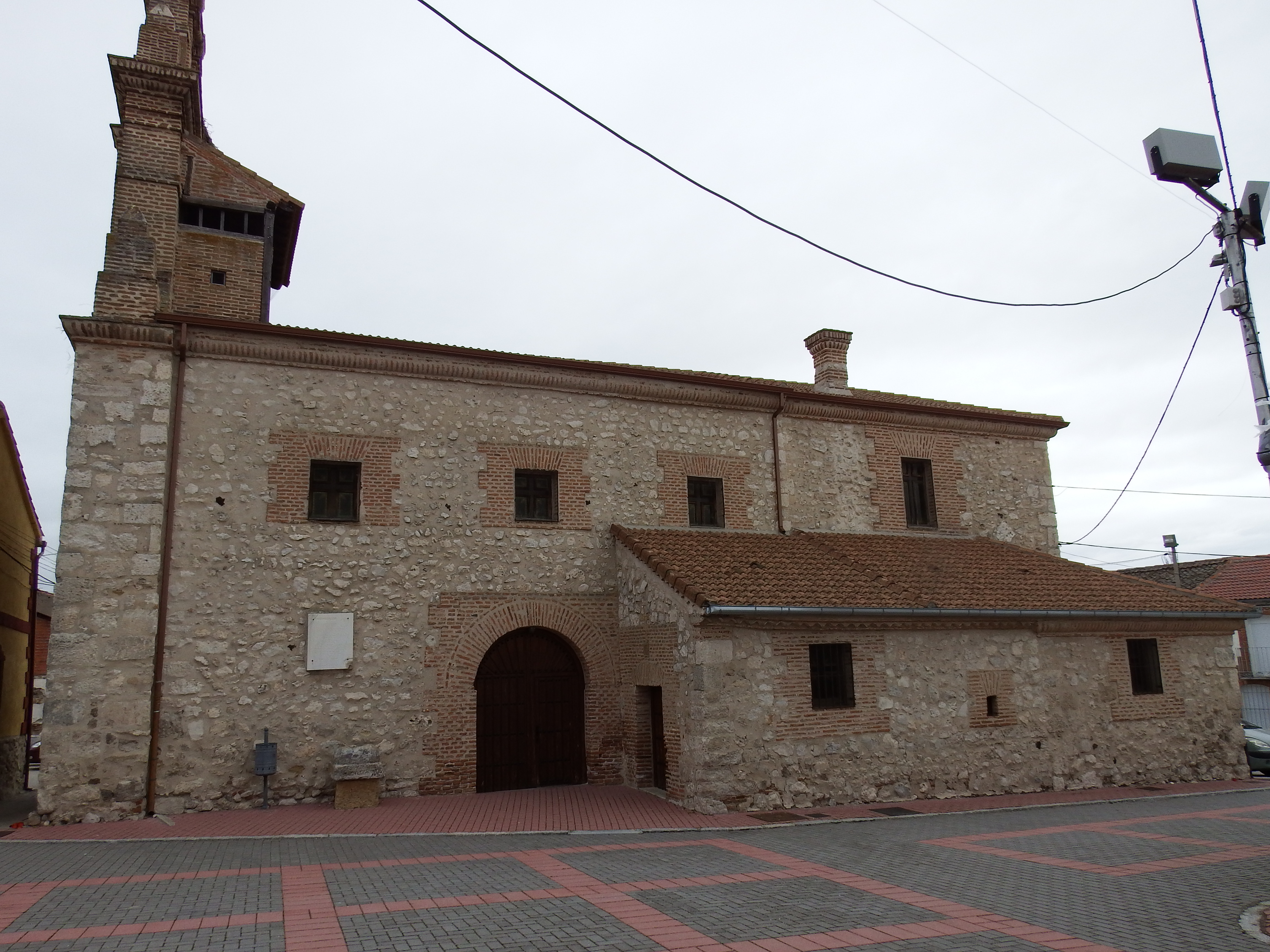
Christopheruskirche
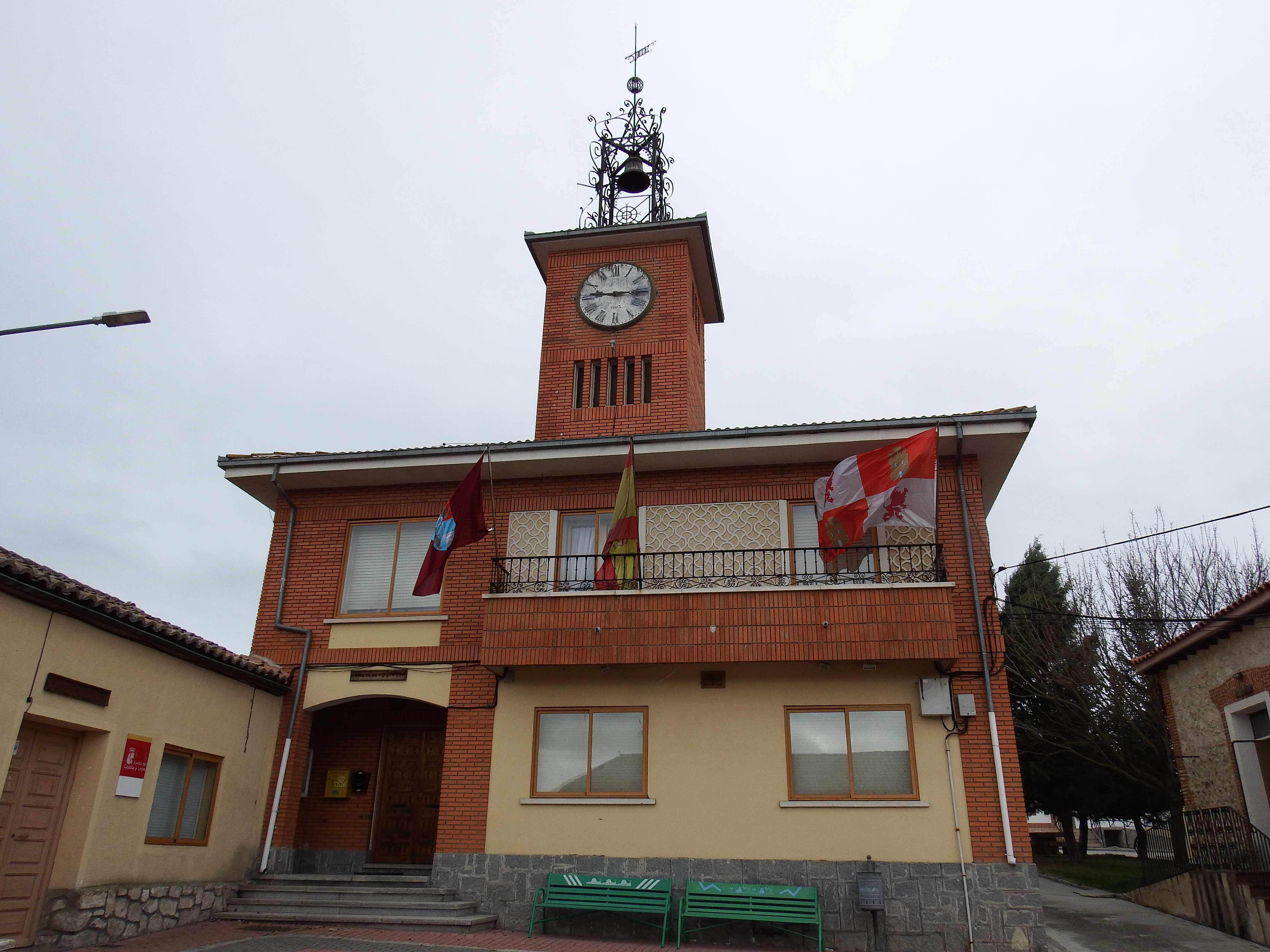
Rathaus

- Christopheruskirche
- Rathaus